# Aeropista El Gallito
La Aeropista El Gallito (Código OACI:MX76, Código DGAC:GLL) es un aeródromo privado de uso público operado por el Hotel Serenidad, unos 2 km al este de Mulegé, Baja California Sur, México. Es usado únicamente para aviación general y cuenta con una pista de asfalto de 1,100 metros de largo y 23 metros de ancho.